# ぴよだまり
ぴよだまりは、てててんが展開するキャラクター。

## 概要
元サンエックスのデザイナー末政ひかるがデザインした癒し系キャラクターである。初出は『第7回デザインフェスタ』。

## 沿革
- 1998年5月 - 第7回デザインフェスタに出展。この頃まだ「ぴよだまり」の名称は無かった。
- 2001年6月 - 名称が「ぴよだまり」に決定。合わせてキャラクターに「にわとり」が追加される。
- 2002年10月 - 株式会社てててん設立。本格展開へ。
- 2003年1月 - 「ぴよだまり」を商標登録。

## キャラクター
- ひよこ（正式名称不明）
- にわとり（正式名称不明）